# سموليان
سموليان (بالبلغارية: Смолян)‏ هي مدينة تقع أقصى جنوب بلغاريا على الحدود مع اليونان، وهي منتج للتزلج. وهي عاصمة مقاطعة سموليان. وتقع المدينة في وادي بين نهر شيرنا (أسود) ونهر بيالا (أبيض) في وسط جبال رودوب، على سَفح أعلى قِمم الجبل. يَبلُغ عدد سُكانها 30,642 نسمة.

## المناخ
يظهر الجدول التالي التغييرات المناخية على مدار السنة لسموليان:
| البيانات المناخية لـسموليان       | البيانات المناخية لـسموليان | البيانات المناخية لـسموليان | البيانات المناخية لـسموليان | البيانات المناخية لـسموليان | البيانات المناخية لـسموليان | البيانات المناخية لـسموليان | البيانات المناخية لـسموليان | البيانات المناخية لـسموليان | البيانات المناخية لـسموليان | البيانات المناخية لـسموليان | البيانات المناخية لـسموليان | البيانات المناخية لـسموليان | البيانات المناخية لـسموليان |
| الشهر                             | يناير                       | فبراير                      | مارس                        | أبريل                       | مايو                        | يونيو                       | يوليو                       | أغسطس                       | سبتمبر                      | أكتوبر                      | نوفمبر                      | ديسمبر                      | المعدل السنوي               |
| --------------------------------- | --------------------------- | --------------------------- | --------------------------- | --------------------------- | --------------------------- | --------------------------- | --------------------------- | --------------------------- | --------------------------- | --------------------------- | --------------------------- | --------------------------- | --------------------------- |
| متوسط درجة الحرارة الكبرى °م (°ف) | 2.7 (36.9)                  | 4.5 (40.1)                  | 9.2 (48.6)                  | 13.6 (56.5)                 | 18.5 (65.3)                 | 22.2 (72.0)                 | 25.6 (78.1)                 | 25.7 (78.3)                 | 21.1 (70.0)                 | 16.3 (61.3)                 | 10.2 (50.4)                 | 4.1 (39.4)                  | 14.6 (58.3)                 |
| متوسط درجة الحرارة الصغرى °م (°ف) | −5.2 (22.6)                 | −3.4 (25.9)                 | −2.1 (28.2)                 | 3.9 (39.0)                  | 7.7 (45.9)                  | 10.8 (51.4)                 | 12.8 (55.0)                 | 12.7 (54.9)                 | 8.8 (47.8)                  | 4.7 (40.5)                  | 1.1 (34.0)                  | −3.8 (25.2)                 | 4.0 (39.2)                  |
| الهطول مم (إنش)                   | 80 (3.1)                    | 70 (2.8)                    | 90 (3.5)                    | 90 (3.5)                    | 200 (7.9)                   | 100 (3.9)                   | 80 (3.1)                    | 30 (1.2)                    | 10 (0.4)                    | 90 (3.5)                    | 180 (7.1)                   | 210 (8.3)                   | 1٬290 (50.8)                |
| متوسط الرطوبة النسبية (%)         | 72                          | 74                          | 69                          | 70                          | 70                          | 69                          | 66                          | 57                          | 62                          | 74                          | 72                          | 77                          | 69                          |
| المصدر:                           |                             |                             |                             |                             |                             |                             |                             |                             |                             |                             |                             |                             |                             |

## توأمة
لسموليان اتفاقيات توأمة مع كل من:
- زول (1998 - )
- كسانثي
- موتريل
- فورو
- محج قلعة
- إسطنبول
- إيلات

## أعلام
- ستفيان ستانشيف